# Damir Kedžo
Damir Kedžo (Omišalj, 24. svibnja 1987.), hrvatski je pjevač. Započeo je svoju karijeru 2003. godine sudjelujući u glazbenom Story Supernova Music Talents na Novoj TV, u Hrvatskoj je postao još poznatiji nakon pobjede u trećoj sezoni Tvoje lice zvuči poznato, hrvatskoj verziji Your Face Sounds Familiar. Nastupao je i u mjuziklima. Hrvatsku je trebao predstavljati na Pjesmi Eurovizije 2020. s pjesmom "Divlji vjetre". Međutim, 18. ožujka 2020. događaj je otkazan zbog pandemije koronavirusa – objava ERU.

## Život i karijera

### 1987. – 2002.: Rani život i obrazovanje
Damir Kedžo rođen je 24. svibnja 1987. u Omišlju na otoku Krku. Glazbenu školu završio je u Omišlju, a pjevao je u crkvenom zboru. Kad je bio dijete, osim pjevanja, želio je biti i ginekolog, ali od te ideje odustao je kad se prijavio za Story Super Nova Music Talent Show. Damir je imao operaciju čeljusti 2015. godine, jer nije mogao normalno govoriti ili jesti, a imao je problema s izgovaranjem riječi, što je bilo važno za profesiju koju je odabrao. Nakon operacije, nije mogao govoriti mjesec dana, a potpuni oporavak trajao mu je tri mjeseca, kada je mogao ponovno normalno žvakati. Priznao je da je nakon operacije postao jača osoba i više samouvjeren u sebe i svoje odluke. Po struci je komercijalist.

### 2003. – 2005.: Story Supernova Music Talents i Saša, Tin i Kedžo
Damir Kedžo 2003. godine bio je na audiciji za prvu i jedinu sezonu talent showa Nove TV Story Supernova Music Talents, gdje je oduševio publiku i žiri svojom osobnošću i stavom te interpretacijama pjesama koje su ga odvele u top 7. Imao je 16 godina kad se odlučio natjecati u jednoj od najpoznatijih hrvatskih TV emisija.
Godinu dana kasnije, u siječnju 2004. godine, postao je dio prvog hrvatskog boy banda "Saša, Tin i Kedžo" zajedno sa Sašom Lozarom (pobjednikom druge sezone Tvoje lice zvuči poznato) i Tinom Samardžićem. Debitantski album benda, pod nazivom Instant, prodao se u 10.000 primjeraka, dok je njihov debi singl "365" šest tjedana bio na vrhu hrvatskih ljestvica. 2005. godine bend se razišao te je Damir Kedžo uzeo slobodnu godinu u svojoj karijeri.

### 2006. – 2009.:Melodije Istre i Kvarnerai debitantski album
Debitirao je 2006. godine na MIK-u pjesmom „Ki bi sad reke“ i osvojio nagradu za najboljeg debitantskog umjetnika. 2007. godine na MIK-u je osvojio nagradu za najbolju interpretaciju s pjesmom "Kanet na vetru" i prvo mjesto žirija. 2008. godine objavio je debitantski album s najpopularnijim pjesmama "Sjećam se", "Idem" i "Kažnjen u duši". Godinu dana kasnije, 2009. na MIK-u, osvojio je drugo mjesto žirija i treće mjesto publike s pjesmom "Peza od zlata".
Nakon što je 2006. godine osvojio nagradu Melodije Istre i Kvarnera za najboljeg izvođača s pjesmom "Ki bi sad reke" i nagradu za najbolju interpretaciju za pjesmu "Kanet na vetru" 2007. godine, vidio je svoj put u pop pjesmama s elementima talijanske kancone. To je bilo vidljivo u njegovoj pjesmi "Odlučio sam otići".

### 2010. – 2014.:Slavjanski bazar,Dora 2011i mjuzikli
Damir Kedžo se također pojavio u hrvatskom mjuziklu Joseph and the Amazing Technicolor Dreamcoat u dvostrukim ulogama, Benjamina i Potiphara. Sjajno je započeo u glumačkoj karijeri, nagrađivan je za velike uspjehe mladih umjetnika u opereti i mjuziklu za ulogu Hudi u mjuziklu Crna kuća.
23-godišnji Damir Kedžo osvojio je 2010. godine Grand Prix XIX. Međunarodnog natjecanja izvođača pop pjesama „Vitebsk 2010“, koji je glavni godišnji događaj umjetničkog festivala Slavjanski bazar, a održava se u Vitebsku u Bjelorusiji pod pokroviteljstvom bjeloruske vlade od 1992. Njegov glavni program posvećen je slavenskoj glazbi. Dobio je 172 poena od 180 mogućih. Dobio je novčanu protuvrijednost od 10 tisuća dolara, kao i posebnu nagradu «Lira».
Damir Kedžo se 2011. godine prijavio na Doru 2011., hrvatski nacionalni izbor za Pjesmu Eurovizije 2011. Na MIK-u 2012. godine osvojio je nagradu za najbolju interpretaciju s pjesmom "Daj mi kapju vodi" i prvo mjesto žirija. 
2014. godina za Damira Kedžu bila je vrlo uspješna, već tada je imao dva rasprodana koncerta u HKD Sušak.

### 2015. – 2019.:Tvoje lice zvuči poznatoi nastavak uspjeha
2015. godine pobijedio je na ruskom festivalu "Novi val", te je zajedno sa statuicom odnio kući ček na 3,5 milijuna rubalja, što je tada vrijedilo 50 tisuća eura. Od tada je počeo raditi na svojim pjesmama na engleskom jeziku. Damir je 2016. imao jedan od svojih najvećih koncerata na Međunarodni dan žena pred 3.500 ljudi u dvorani Zamet, Rijeka.
U prosincu 2016. godine Damir Kedžo je pobijedio u trećoj sezoni Tvoje lice zvuči poznato. Nakon širokog spektra izvedenih predstava (Maurice White, Earth, Wind & Fire, Britney Spears, Petar Grašo, Doris Dragović), pobjedu showa odnio je kao Mariah Carey. U siječnju 2019. godine Damir Kedžo osvojio je ZagrebFest pjesmom Srce mi umire za njom.

### 2020. – danas:Pjesma Eurovizije 2020.
Dana 23. prosinca 2019. Damir Kedžo najavljen je kao jedan od 16 sudionika na Dori 2020., nacionalnom natjecanju u Hrvatskoj za izbor predstavnika na Pjesmi Eurovizije 2020., s pjesmom "Divlji vjetre". Pobijedio je na natjecanju s ukupno 31 bodom te je trebao predstavljati Hrvatsku u Rotterdamu, koje je otkazano zbog pandemije koronavirusa.
Dana 20. veljače 2020. godine nominiran je za 27. Porin skladbom Srce mi umire za njom u kategoriji – Najbolja muška vokalna izvedba.
Nastupio je na Dori 2023. sa pjesmom "Angels and Demons" koju su za njega napisali strani autori (Stefan Celar, Kyler Niko i Victoria Jane Horn) dok je glazbu radio Jamie Duffin. Završio je na 5. mjestu.
Nastupio je na Dori 2024. sa skladbom »Voljena Ženo« koju je napisao sa stalnim suradnikom Antom Pecotićem. Pjesma postiže umjeren uspjeh, a na samom festivalu završava na 4. mjestu.
Tokom ljeta 2024. izdaje novi singl "Tajna mojih pobjeda" koju je radio sa poznatim balkanskim skladateljem Darkom Dimitrovom.
Godine 2025. sudjeluje na festivalu Melodije Jadrana s pjesmom "Daljine". Pjesmu su za njega radili Jan Jakovljev, poznati producent trap glazbe Mihovil Šoštarić Lockroom te njegova povremena suradnica Anja Grabovac (Anya G).

## Zanimljivosti
“U slobodno vrijeme šeta: ništa nije tako opuštajuće kao uspon na brdo! Voli trčati, vježbati u teretani i veslati. Odrastao je na pjesmama Mariah Carey. Voli "lijepa elegantna odijela s dahom urbanog stila". Omiljena mu je među predmetima povijest: "Zaista je vrlo zanimljiva, pogotovo kada naiđete na primjere ljudskog ponašanja!". Sretan amulet za Damira je crvena narukvica: iskreno vjeruje u snažnu silu koja štiti od negativne energije. Damiru najdraži film je Malèna. Kedžo majstorski priprema smoothieje i nikad nema problema s pranjem posuđa. Sviđaju mu se svi glazbeni žanrovi: To ovisi o mojem razdoblju u životu. Stekao je snažan dojam posjetom festivalu Ultra Europe u Splitu.“ — tako kaže Kedžo.

## Osobni život
Kedžo pati od graničnog poremećaja ličnosti.

## Diskografija

### Studijski albumi
| Naslov         | Detalji                                                                              | Najviša pozicija na ljestvici |
| Naslov         | Detalji                                                                              | TOTS                          |
| -------------- | ------------------------------------------------------------------------------------ | ----------------------------- |
| Damir Kedžo    | - Izdan: 1. lipnja 2008. - Izdavač: Menart - Formati: CD, Digital download           | —                             |
| Poljubi me sad | - Izdan: 23. srpnja 2020. - Izdavač: Croatia Records - Formati: CD, Digital download | 1                             |

### Singlovi
| "Sve u meni se budi"                              | 2017. | 1  | Poljubi me sad   |
| "Ljubavi moja"                                    | 2017. | 9  | Poljubi me sad   |
| "Vojnik ljubavi"                                  | 2018. | 2  | Poljubi me sad   |
| "Mi protiv nas"                                   | 2018. | 2  | Ćiribu ćiriba    |
| "Šuti"                                            | 2018. | 3  | Poljubi me sad   |
| "Srce mi umire za njom"                           | 2019. | 4  | Poljubi me sad   |
| "Vidi se izdaleka"                                | 2019. | 1  | Poljubi me sad   |
| "Poljubi me sad"                                  | 2019. | 1  | Poljubi me sad   |
| "Divlji vjetre"                                   | 2020. | 1  | Poljubi me sad   |
| "Nedodirljiva"                                    | 2020. | 3  | Poljubi me sad   |
| "Sjeti se"                                        | 2020. | 2  | Singl bez albuma |
| "Hram"                                            | 2021. | 17 | Singl bez albuma |
| "Voljena ženo"                                    | 2024. | 3  | Singl bez albuma |
| "Tajna mojih pobjeda"                             | 2024. | 8  | Singl bez albuma |
| "Daljine"                                         | 2025. | 9  | Singl bez albuma |
| "—" označava izdanja koja nisu bila na ljestvici. |       |    |                  |

1. ↑  Duet s Zsom Zsom.
2. ↑  Duet s Domenicom Žuvelom.
3. ↑  Duet s Tijanom Bogićević.

## Sinkronizacija
- "Hotel Transilvanija 3: Praznici počinju!" kao Kraken (2018.)

## Nagrade i nominacije
| Godina | Asocijacija | Kategorija                    | Nominirani rad          | Ishod      | Ref.   |
| ------ | ----------- | ----------------------------- | ----------------------- | ---------- | ------ |
| 2018.  | Cesarica    | Pjesma godine                 | "Mi protiv nas"         | Nominacija | [ 27 ] |
| 2019.  | Cesarica    | Pjesma godine                 | "Srce mi umire za njom" | Nominacija | [ 28 ] |
| 2019.  | Cesarica    | Pjesma godine                 | "Vidi se izdaleka"      | Nominacija | [ 28 ] |
| 2020.  | Porin       | Najbolji muški vokalni nastup | "Srce mi umire za njom" | Nominacija | [ 29 ] |

1. ↑  Duet s Domenicom Žuvelom.

## Vanjske poveznice
- Damir Kedžo u internetskoj bazi filmova IMDb-u (engl.)
- Diskografija na Discogs